# НПС «Дружба»
НПС «Дру́жба» — посёлок в Волжском районе Самарской области. Входит в состав сельского поселения Лопатино.

## География
Посёлок находится на расстоянии 20 км к юго-востоку от города Самара, административного центра области.

### Часовой пояс
Посёлок НПС «Дружба», как и вся Самарская область, находится в часовой зоне МСК+1. Смещение применяемого времени относительно UTC составляет +4:00.

## Население
| 2010 |
| ---- |
| 1745 |

### Национальный состав
Согласно результатам переписи 2002 года, в национальной структуре населения русские составляли 75 % из 1644 чел.

## Улицы
| - ул. Дружбы, - ул. Молодёжная, - ул. Нефтяников, - ул. Полевая, | - ул. Садовая, - ул. Совхозная, - ул. Школьная. |